# Giulio Valenti
Giulio Valenti (1860 – 1933) è stato un anatomista italiano.
Studioso di embriologia, allievo di Guglielmo Romiti all'Università di Siena, dove poi istituì un corso libero di Embriologia applicata alle scienze mediche, diventò professore di Anatomia all'Università di Bologna e direttore dell'Istituto di anatomia umana.
La Società italiana di anatomia, fondata nel 1929 da Nello Beccari, Luigi Castaldi e Emerico Luna, tenne il suo primo congresso a Bologna tra l'8 e il 10 ottobre 1929 sotto la sua presidenza.